# Martti Miettunen
Martti Juhani Miettunen (17 de abril de 1907 - 19 de enero de 2002) fue un político finlandés y consejero de estado. 
Fue primer ministro de Finlandia de 1961 a 1962 y de 1975 a 1977, y ministro en varias ocasiones. De 1958 a 1973, fue gobernador de la provincia de Laponia. En 1977 se le concedió el título de consejero de estado.
| Predecesor: Vieno Johannes Sukselainen Keijo Liinamaa | Primer ministro de Finlandia 1961 - 1962 1975 - 1977 | Sucesor: Ahti Karjalainen Kalevi Sorsa |

- Datos: Q471269
- Multimedia: Martti Miettunen / Q471269